# Leggadina forresti
Leggadina forresti är en däggdjursart som först beskrevs av Thomas 1906.  Leggadina forresti ingår i släktet Leggadina och familjen råttdjur. IUCN kategoriserar arten globalt som livskraftig. Inga underarter finns listade i Catalogue of Life.
Denna gnagare förekommer i centrala Australien. Den lever i halvöknar, i stäpper och i torra buskskogar. Ibland besöks områden med några träd. Individerna är aktiva på natten. Fortplantningen sker bara efter regn. Per kull föds tre eller fyra ungar.